# Club Deporcentro Casuarinas
El Club Deporcentro Casuarinas es una asociación civil sin fines de lucro ubicado en el distrito de Santiago de Surco, en la ciudad de Lima, capital del Perú. Fue fundado en 1989, y sus actividades principales giran en torno al futsal (fútbol sala). Actualmente, es el principal club de fútbol de salón (AMF) del Perú.

## Infraestructura
El Club Casuarinas cuenta con 4 campos de tenis, 3 campos de fútbol 7 (grass sintético), 1 cancha de padel, 1 sala de ping pong, 2 salas de ballet, entre otros ambientes de esparcimiento y recreación.

## Palmarés nacional
- Campeón del Torneo de Primera División de Futsal: 2005, 2006, 2007
- Campeón del Torneo Apertura: (2008)

## Palmarés internacional oficial (3)
- Campeón Panamericano Zona Norte 2004 (Lima-Perú, octubre de 2005)
- Campeón Panamericano 2004 (Lima-Perú, mayo de 2005)
- Subcampeón Panamericano Zona Norte 2005 (Lima-Perú, diciembre de 2005)
- Campeón Intercontinental de Clubes 2004 (La Coruña - España, marzo de 2006)
- Subcampeón Panamericano 2006 (Santa Cruz de la Sierra, Bolivia)